# Jean Sauvagnargues
Pour les articles homonymes, voir Sauvagnargues.
Jean Sauvagnargues, né le 2 avril 1915 à Paris et mort le 6 août 2002 dans la même ville, est un diplomate et homme politique français.

## Biographie

### Jeunesse et études
Après des classes préparatoires littéraires, Jean Sauvagnargues est admis à l'École normale supérieure de la rue d'Ulm. Il est reçu major de l'agrégation d'allemand. Ne souhaitant toutefois pas enseigner, il suit en parallèle un cursus à l'École libre des sciences politiques, où il prépare le concours du ministère des Affaires étrangères.

### Parcours professionnel
Il intègre le corps diplomatique pendant la Seconde Guerre mondiale et devient en 1941 attaché d'ambassade à Bucarest.  Il rallie la France libre en 1943 et devient membre du cabinet du général de Gaulle à la Libération.
En 1946, il participe à la Commission des affaires allemandes et autrichiennes, puis il est nommé en 1955 au cabinet d'Antoine Pinay, ministre des Affaires étrangères, avant d'occuper les postes d'ambassadeur en Éthiopie de 1956 à 1960 puis en Tunisie de 1962 à 1970, date à laquelle il est nommé ambassadeur en RFA. Lorsque Valéry Giscard d'Estaing devient président de la République française en 1974, il souhaite renforcer ses liens avec l'Allemagne et nomme donc Sauvagnargues au poste de ministre des Affaires étrangères. 

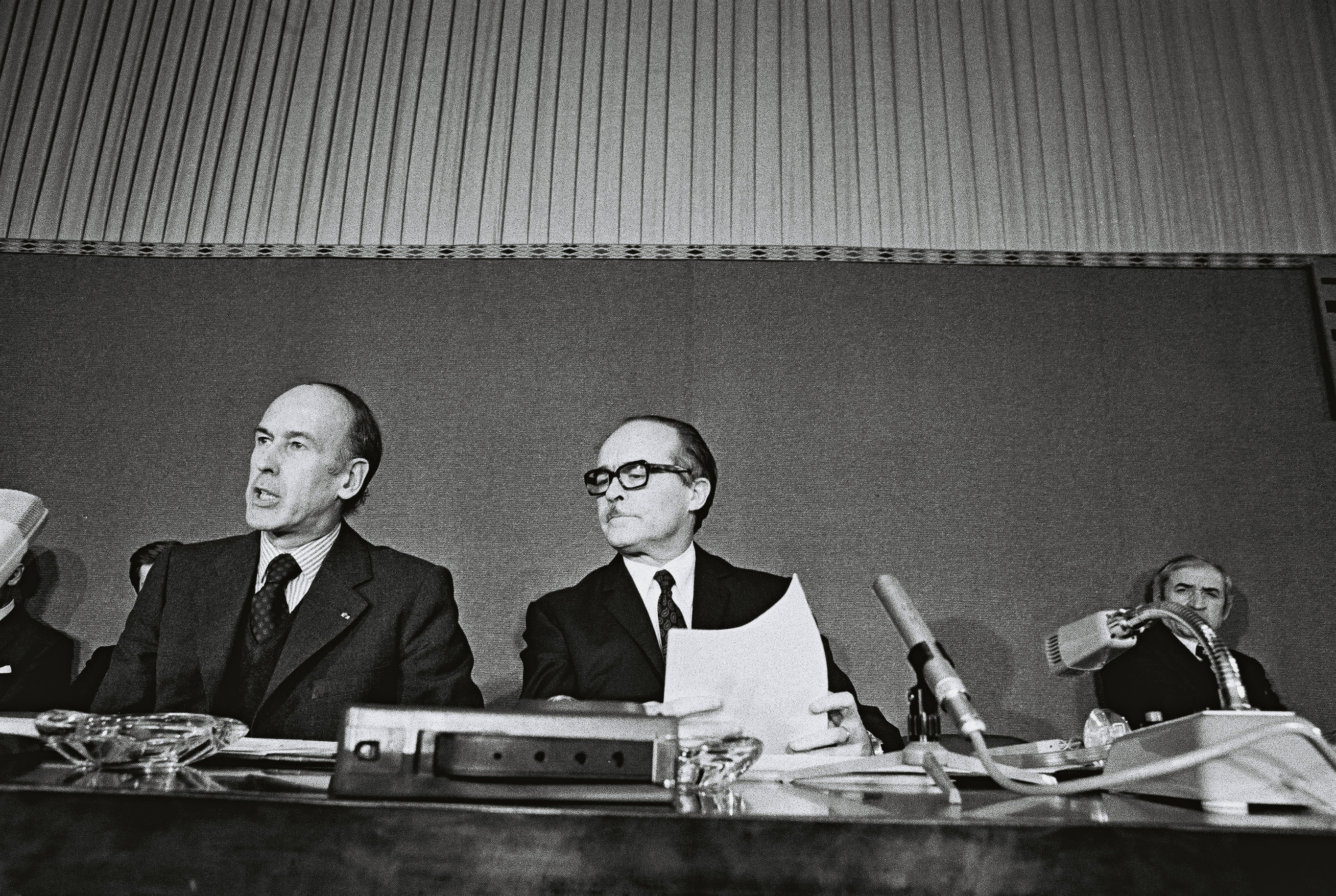
Jean Sauvagnargues (à droite) avec le président Valéry Giscard d’Estaing en 1974.

À la démission du gouvernement de Jacques Chirac en août 1976, il n'est pas reconduit dans ses fonctions. L'année suivante, il est alors nommé ambassadeur de France au Royaume-Uni où il demeure en poste jusqu'en 1981, année où il prend sa retraite.

## Décorations
- Commandeur de la Légion d'honneur
- Commandeur de l'ordre national du Mérite
- Croix de guerre 1939–1945